# Édeskés tejelőgomba
Az édeskés tejelőgomba (Lactarius subdulcis) a galambgombafélék családjába tartozó, Európában honos, lomberdőkben élő, feltételesen ehető gombafaj. Egyéb elnevezései: édes keserűgomba, édeskés keserűgomba. 

## Megjelenése
Az édeskés tejelőgomba kalapja 3-7 cm széles, alakja fiatalon domború, amely laposan kiterül, a közepe benyomódik, a közepén gyakran kis hegyes púppal. Színe okkeres bőr- vagy mogyorószínű, húsbarnás árnyalatú. Gyengén higrofán, felülete nedvesen sötétebb és kissé zsíros fényű. Széle gyakran világosabb és rovátkolt. Sérülésre fehéres, híg tejnedvet ereszt, amelynek színe nem változik. Szaga gyenge és poloskára emlékeztet; íze kellemes, majd édeskéssé válik végül kesernyés, néha csípős utóízzel.   
Lemezei tönkhöz nőttek vagy kissé lefutók. Színűk fiatalon krémszínűek, majd halvány fahéjvörösesek lesznek, esetleg rozsdásan foltosodnak.
Spórapora krémszínű, enyhe rózsaszínes árnyalattal. Spórája ellipszis alakú, felülete szemölcsös, amelyeket hálózatba rendeződő tarajok kötnek össze; mérete 7,5-9,5 x 6,5-8 µm.
Tönkje 4-7 cm magas és 0,6-1,3 cm vastag. Színe halvány húsbarnás, okkeres, alján gyakran szöszös.

### Hasonló fajok
A kis barna tejelőgombákkal (vörösbarna tejelőgomba, korai tejelőgomba, rőt tejelőgomba) téveszthető össze.  

## Elterjedése és termőhelye
Európában honos. Magyarországon gyakori.
Savanyú talajú lomberdőkben él, többnyire bükk és tölgy alatt. Júniustól novemberig terem. 
Elvileg ehető, de kesernyés utóíze miatt nem ajánlott.  

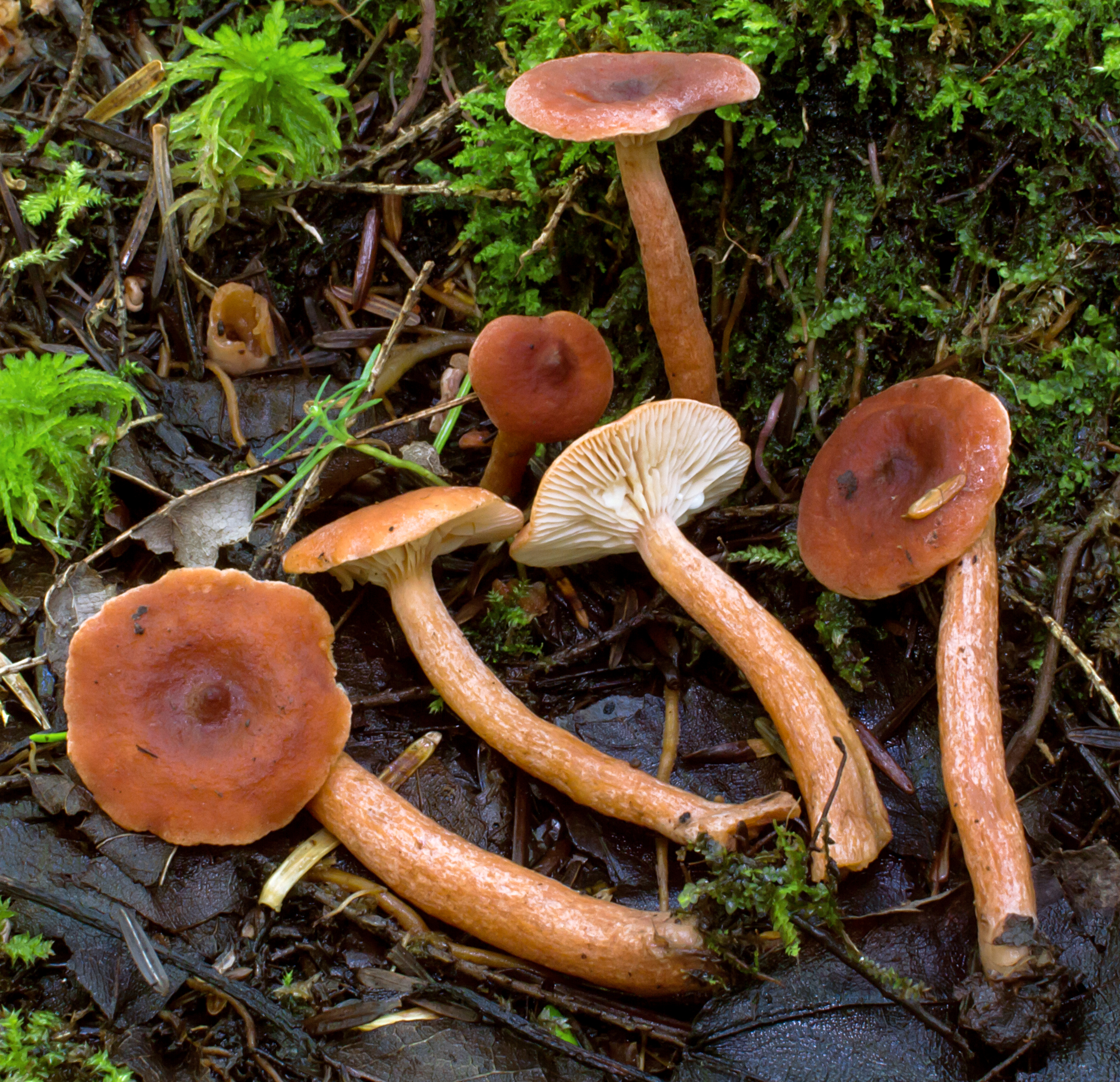
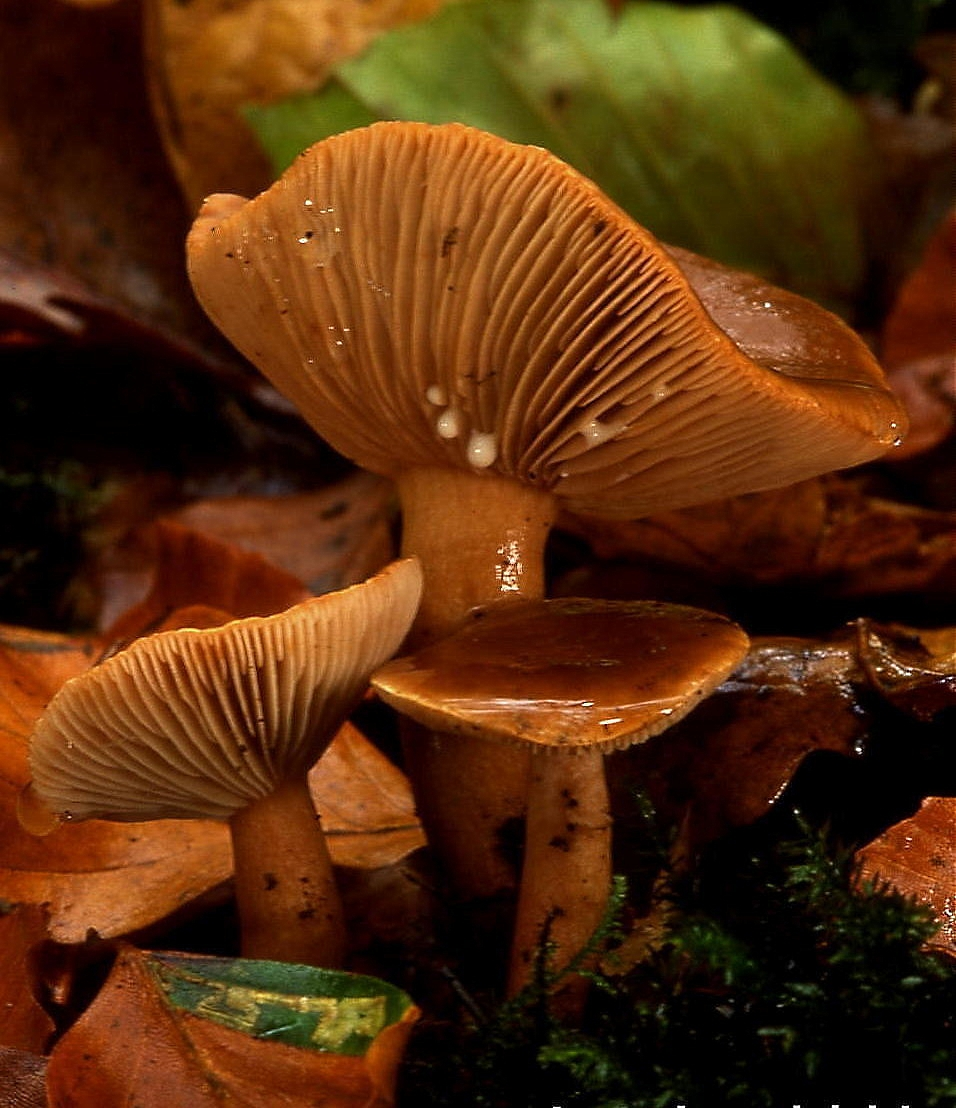
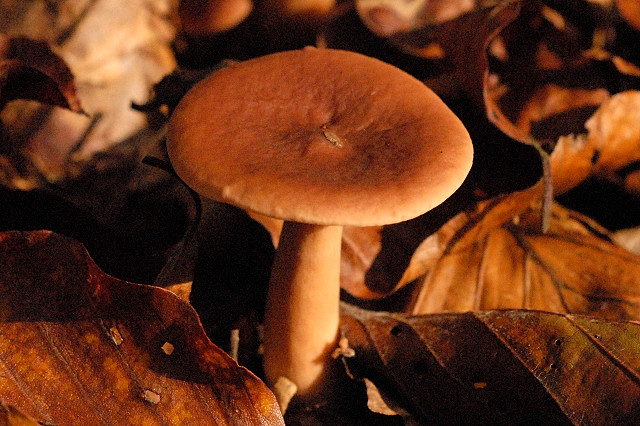
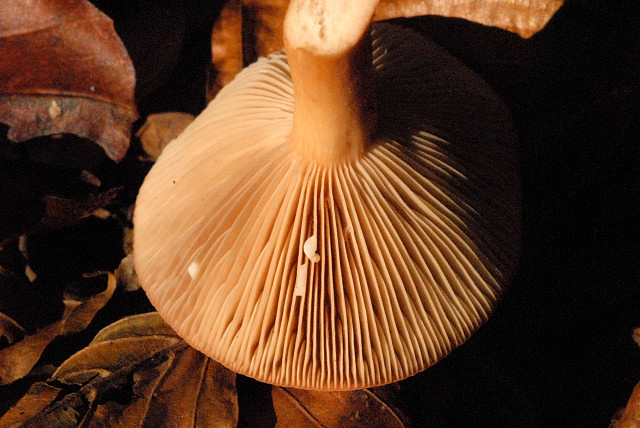
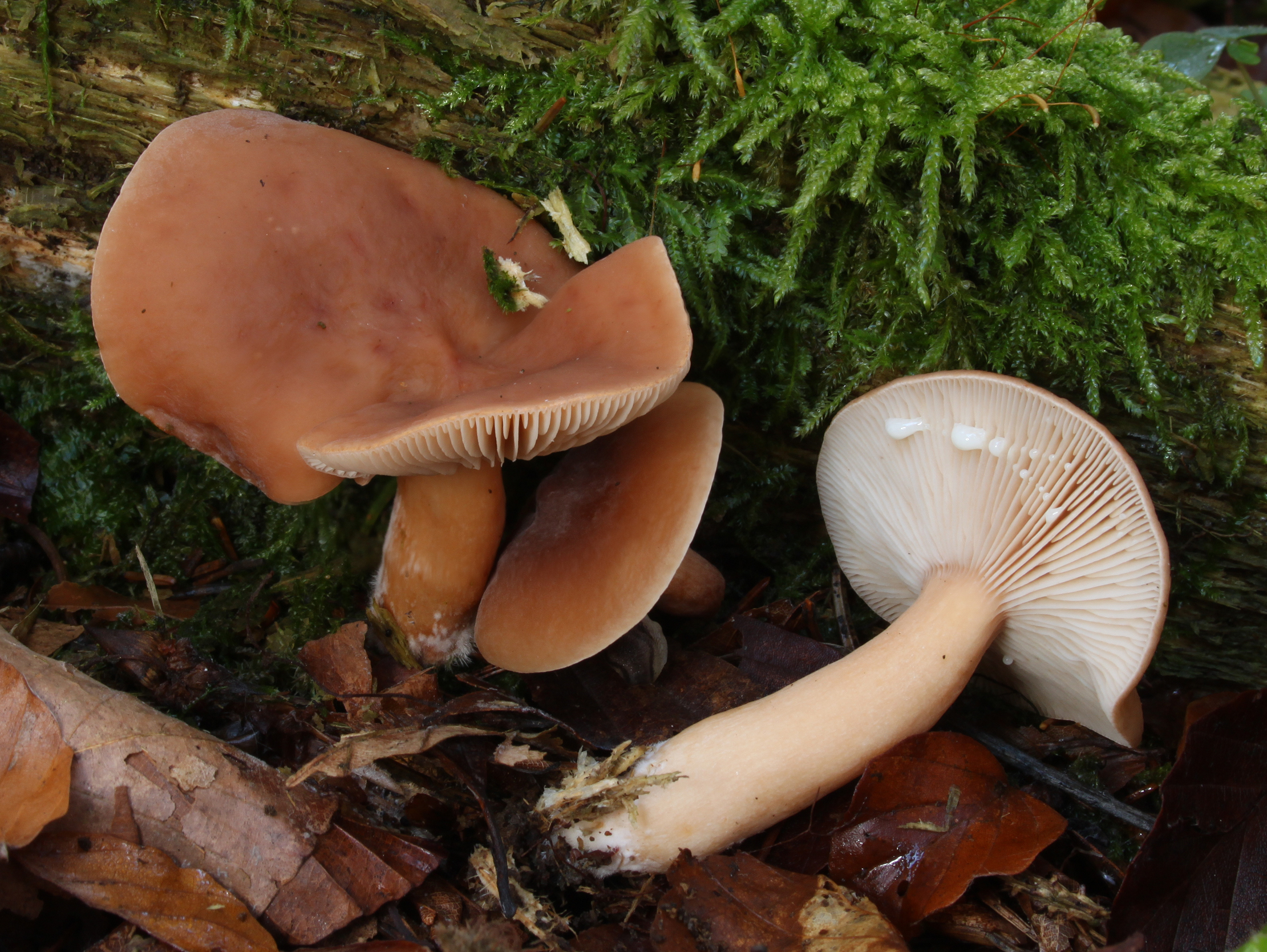